# Первин, Степан Сергеевич
Степан Сергеевич Первин (9 мая 1924, Первина, Уральская область — 18 июля 1958) — советский военнослужащий, участник Великой Отечественной войны, полный кавалер ордена Славы, командир отделения разведывательного взвода штаба 16-й гвардейской Черниговской кавалерийской дивизии, сформированной в декабре 1941 года в городе Уфе, как 112-я Башкирская кавалерийская дивизия; командир сабельного отделения 58-го гвардейского кавалерийского полка той же дивизии 7-го гвардейского кавалерийского корпуса 61-й армии 1-го Белорусского фронта, гвардии старший сержант.

## Биография
Родился 9 мая 1924 года в деревне Первино Туринского района Уральской области в крестьянской семье. Русский. Член ВКП/КПСС с 1951 года.
Окончил 7 классов. Работал в городе Асбест Свердловской области.
В Красной Армии и на фронте в Великую Отечественную войну с марта 1943 года.
Командир отделения разведывательного взвода штаба 16-й гвардейской кавалерийской дивизии гвардии красноармеец Степан Первин с бойцами 25 января 1944 года у города Петриков Гомельской области Белоруссии проник в тыл противника, установил силы врага, и с боем вышел в расположение своей части, доставив в штаб ценные сведения. Приказом от 10 февраля 1944 года «за образцовое выполнение заданий командования в боях с немецко-фашистскими захватчиками» гвардии красноармеец Первин Степан Сергеевич награждён орденом Славы 3-й степени.
Командир сабельного отделения 58-го гвардейского кавалерийского полка 16-й гвардейской Черниговской кавалерийской дивизии гвардии старший сержант Первин С. С. 11 февраля 1945 года, действуя в головной походной заставе в 17 километрах юго-западнее города Меркиш-Фридланд, ныне польский город Мирославец, пробрался к вражеской огневой точке, гранатами забросал её, уничтожив пулемёт и несколько гитлеровцев. Приказом от 8 апреля 1945 года «за образцовое выполнение заданий командования в боях с немецко-фашистскими захватчиками» гвардии старший сержант Первин Степан Сергеевич награждён орденом Славы 2-й степени.
15-27 апреля 1945 года в боях за город Ратенов, действуя в разведке, отважный гвардеец-кавалерист скрытно проникал в расположение врага, доставлял ценные сведения о противнике. 26 апреля 1945 года западнее населённого пункта Марцане, расположенного в 15-и километрах юго-восточнее города Ратенов, осуществляя связь с соседним полком, гвардии старший сержант Степан Первин вместе с бойцами вступил в бой с группой автоматчиков, уничтожил офицера, свыше отделения вражеских солдат, освободил сто сорок два военнопленных. Указом Президиума Верховного Совета СССР от 31 мая 1945 года «за образцовое выполнение заданий командования в боях с немецко-фашистскими захватчиками» гвардии старший сержант Первин Степан Сергеевич награждён орденом Славы 1-й степени, став полным кавалером ордена Славы.
После войны Первин С. С. служил в органах МВД в городе Туринске Свердловской области. Трагически погиб 18 июля 1958 года. Похоронен в Туринске.
Награждён орденами Отечественной войны 2-й степени (15.06.1945), Красной Звезды (09.10.1943), медалями.